# Градуал

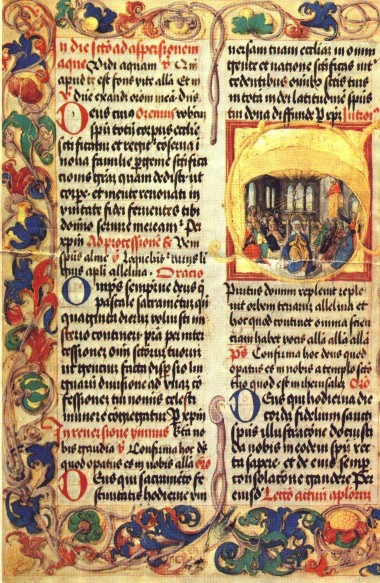
Градуал короля Яна I Ольбрахта в захристі Вавеля

Градуал (лат. graduale) — піснеспіви, що виконуються у літургіях римо-католицької та лютеранської церков між великими читаннями Апостолів та Євангелія. Градуалом називається також обіходні книги, що містять такі піснеспіви. 
Градуал складається з хорового рефрену (A) і сольною частини (B), що іменується «верс» (лат. versus, букв. – вірш), які чергуються за схемою ABA (повторне проведення A зазвичай скорочено). Текст версу, як правило, запозичується з Псалтиря. Найдавніші мелодії градуалів написані у другому (гіподорійському) і п'ятому (лідійському) церковних ладах. Градуал часто рясно прикрашається протяжними мелізмами (наприклад, «Haec dies», «Juravit Dominus», «Tecum principium»), що передбачають високу виконавську майстерність півчих.
Найдавніші градуали (ужиткові співочі книги) містили піснеспіви тільки проприо меси, нині також ординарія. Найбільш ранні нотовані рукописи, що носять назву «градуал», відносяться до XI століття (під іншими назвами книги з піснями меси відомі з IX століття). До XIII століття градуали виконувалися соло, пізніше — багатоголосно. Остання авторитетне видання римського градуала «Graduale triplex» (1979) поряд з квадратними нотами містить факсиміле двох невменних оригіналів (звідси назва triplex, тобто «потрійний»).